# 平成二十二年度等における子ども手当の支給に関する法律
平成二十二年度等における子ども手当の支給に関する法律（へいせいにじゅうにねんどとうにおけることもてあてのしきゅうにかんするほうりつ、平成22年3月31日法律第19号）は、次代の社会を担う子どもの健やかな育ちを支援する為に、2010年（平成22年）度等における子ども手当の支給について必要な事項を定めるものとする日本の法律である。 
2011年（平成23年）4月から9月までのつなぎ法案である「国民生活等の混乱を回避するための平成二十二年度における子ども手当の支給に関する法律の一部を改正する法律（平成23年3月31日法律第14号）」により題名が「平成二十二年度における子ども手当の支給に関する法律」から「平成二十二年度等における子ども手当の支給に関する法律」に改題された。
この法律自体は、限時法でなく、廃止もされていない現行法であるが、子ども手当の支給が「平成二十三年九月（同年八月末日までに子ども手当を支給すべき事由が消滅した場合には、当該子ども手当を支給すべき事由が消滅した日の属する月）で終わる。」（第7条第2項）とされているため、子ども手当はすでに終了している。

## 法律構成
- 第一章　総則（第一条—第三条）
- 第二章　子ども手当の支給（第四条—第十六条）
- 第三章　費用（第十七条・第十八条）
- 第四章　児童手当法との関係（第十九条—第二十二条）
- 第五章　雑則（第二十三条—第三十三条）
- 附則

## 受給者の責務と定義
この法律は、第1条にて趣旨を定義した「次代の社会を担う子どもの健やかな育ちを支援する為」に、受給者の責務と定義を第2条と第3条にて次の様に定めてある。

## 支給要件と金額
第4条にて「次の各号のいずれかに該当する者が日本国内に住所を有するときに支給する」と、子ども手当の支給要件を定義している。また、第5条において受給出来る金額を定めている。

## 法律の問題点
第4条2では、いわゆる「国籍条項」が存在しない為に、以下の文章が記載されている。
- つまり同居の実態が無くても、子ども手当が貰え、なおかつ日本国外の外国に居住している子供に対しても支給要件になる。